# Blastothrix chinensis
Blastothrix chinensis är en stekelart som beskrevs av Shi 1990. Blastothrix chinensis ingår i släktet Blastothrix och familjen sköldlussteklar. Inga underarter finns listade.